# Chuldu
Chuldu ou Huldu est une reine des Nabatéens de 9 av. J.-C. à 16. Elle est l'épouse du roi de Pétra Arétas IV avec lequel elle partage le pouvoir.
La majorité des représentations que nous avons à ce-jour sont des pièce de Drachme en cuivre ou en argent.
Sans que nous ne connaissions les raisons, elle sera remplacée par Shaqilath dont les premières représentations datent de 18.
Chuldu serait entre autres la mère du roi des Nabatéens Malichos II et de la princesse Phasaélis, première épouse d'Hérode Antipas.